# سبيتال دراو
شبيتال آن دير دراو هي مدينة تقع في الجزء الغربي من ولاية كارينثيا الفيدرالية النمساوية. وهي المركز الإداري لمنطقة شبيتال آن دير دراو، ثاني أكبر منطقة في النمسا من حيث المساحة.

## جغرافيا

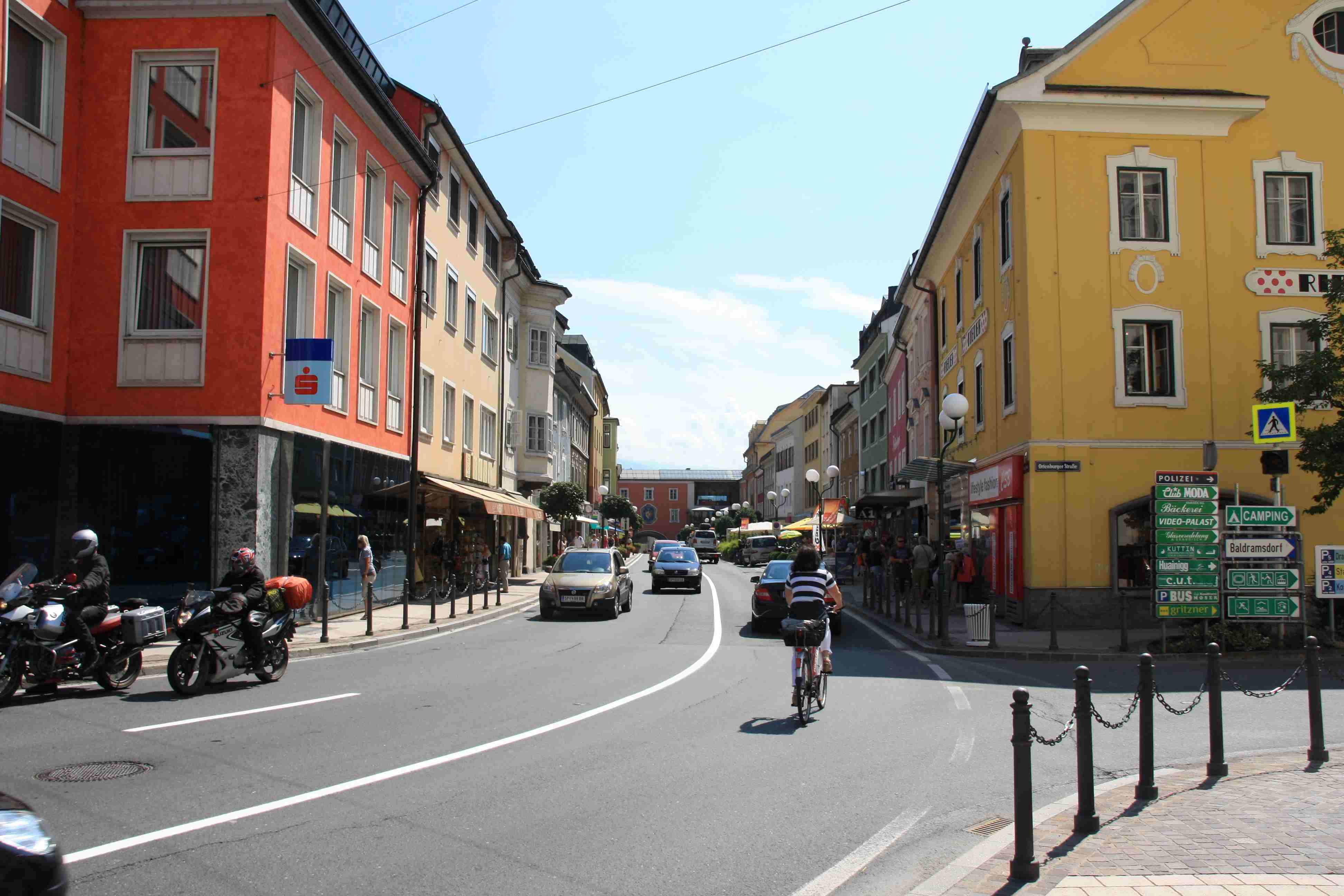
الميدان الرئيسي

تقع المدينة على المنحدرات الجنوبية لجبال جوركتال الألب (جبال نوك)، بين حوض لورنفلد ووادي دراو السفلي. على الرغم من اسمها، إلا أن المركز التاريخي لسبيتال نشأ على ضفاف رافد لايزر الصغير، الذي يتدفق إلى نهر دراو عند سفح جبل غولدك، قمة جبال جيلتال الألب جنوب المدينة. يمكن الوصول إلى قمته بواسطة التلفريك.
تتكون المنطقة البلدية من سبعة مناطق وهي: البلديات المساحية: أملاخ وإدلينج، غروسيغ، مولزبيشل، أولساش، سبيتال سليم وسانت بيتر إدلينج. فاي غروسيغ (تأسست عام 1973)، تمتد منطقة سبيتال إلى الشاطئ الجنوبي لبحيرة ميلسات.

## تاريخ
تم ذكر المستوطنة لأول مرة في صك 1191 صادر عن رئيس الأساقفة أدالبرت من سالزبورغ، عندما كان لدى الكانتين الكارينثيين المحليين هيرمان الأول وأوتو الثاني من أورتنبرغ مستشفى (سبيتل) مع كنيسة صغيرة حيث تم بناء الطريق القديم المؤدي إلى ممر كاتشبيرج وسالزبورغ. نهر لايزر. حصلت التسوية المجاورة على حقوق السوق في عام 1242. جنبا إلى جنب مع عقارات Ortenburg، ورث Spittal في عام 1418 من قبل الكونت هيرمان الثاني من سيلجي. انقرضت كونتات سيلي، التي رُفعت إلى الرايخرافن مباشرة في عام 1436، عندما قُتل الكونت أولريش الثاني على يد حكام لازلو هونيادي عام 1456، وبعد ذلك استولى إمبراطور هابسبورغ فريدريك الثالث، أيضًا دوق كارينثيا، على أراضيه.

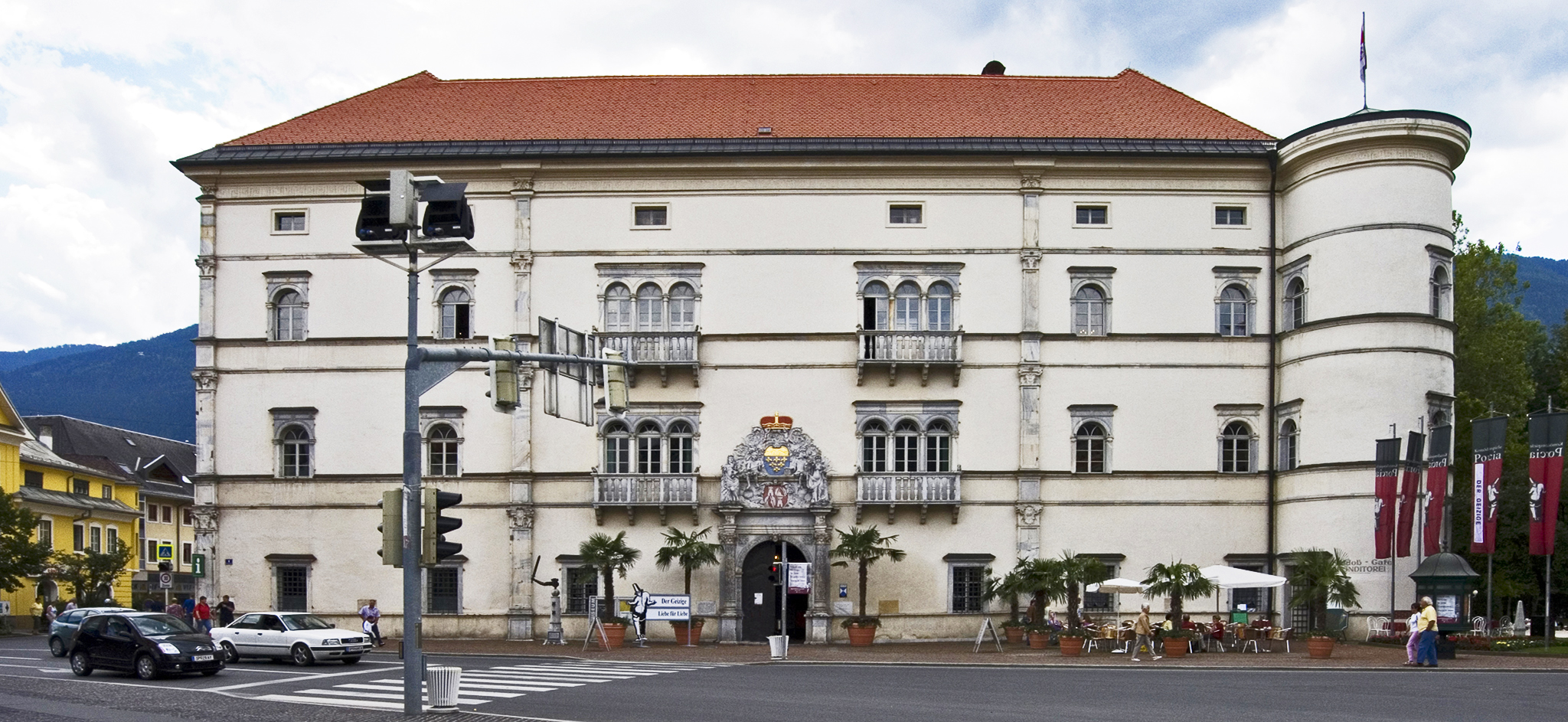
قلعة بورسيا

منح فريدريك المواطنين الحق في اختيار القاضي والمجلس. ومع ذلك، دمر المحاربون الأتراك سبيتال والأراضي المحيطة بها في عام 1478، وبعد ذلك بوقت قصير احتلتها القوات المجرية للملك ماتياس كورفينوس المنافس للإمبراطور فريدريك. بعد أن دمره تمرد الفلاحين ونيرانه في 1522 و 1729، استمر التدهور، حتى عام 1524 عهد الأرشيدوق فرديناند الأول من النمسا إلى أمين صندوقه غابرييل فون سالامانكا (1489-1539) بمقاطعة أورتنبرغ السابقة.
من عام 1533 فصاعدًا، أقام كونتات سالامانكا-أورتنبرج شلوس بورسيا في الساحة الرئيسية كمقر إقامتهم. يعتبر المبنى المصمم على طراز قصر إيطالي أحد أهم قلاع عصر النهضة في النمسا. أعادوا أيضًا بناء مستشفى Spittl على الجانب الآخر من نهر Lieser وكنيسة الرعية القوطية الكاثوليكية المتأخرة لبشارة مريم على أسس الرومانسيك في القرن الثالث عشر. في عام 1662، انتقل Spittal إلى Gorizia Counts of Porcia، أصحاب Schloss Porcia حتى عام 1918. يستضيف القصر اليوم مهرجانًا سنويًا للكوميديا المسرحية الكلاسيكية (Komödienspiele Porcia) وهو أيضًا موطن لمتحف التاريخ المحلي. في عام 1537، أقامت عائلة كارينثيان خيفينهلر النبيلة مسكنًا أقيم مقابل القلعة، وهو في الوقت الحاضر بمثابة دار البلدية.
في عام 1797، حاصرت القوات الفرنسية سبيتال أثناء الحرب النابليونية للتحالف الأول، وفي عام 1809 سقطت مع كارينثيا العليا في المقاطعات الإليرية الفرنسية وفقًا لمعاهدة شونبرون. أعاد مؤتمر فيينا عام 1815 إلى الإمبراطورية النمساوية، وتم تعزيز الاقتصاد المحلي بشكل حاسم، عندما تمكن من الوصول إلى شبكة السكك الحديدية النمساوية الجنوبية في عام 1871. خلال المعارك العنيفة ضد القوات اليوغوسلافية قبل الاستفتاء العام في كارينثيان في عام 1920، كان سبيتال لفترة قصيرة المقر المؤقت لحكومة ولاية كارينثيان، التي فرت من كلاغنفورت. حصلت رسميًا على امتيازات المدينة بمناسبة الذكرى السنوية العاشرة في عام 1930. منذ عام 1995 كان Spittl مقرًا لـ Carinthian Fachhochschule (جامعة العلوم التطبيقية) للهندسة ("Technikum").

## مولزبيشل
شرق المدينة، داخل وادي دراو، تقع قرية مولزبيشل، التي تعد موطنًا لبقايا أول دير في كارينثيا، والذي أسسه دوق بافاريا تاسيلو الثالث حوالي عام 780 وتم التخلي عنه في القرن العاشر. يعرض متحف صغير قريب العديد من القطع الأثرية من أصل كارولينجي. يظهر أساس كنيسة الدير جنوب كنيسة الرعية الحالية القديس تيبورتيوس، والتي يوجد بها مذبح يضم ضريحًا رومانيًا لشماس مسيحي مبكر نونوسوس، الذي توفي هنا عام 532.
يقع شلوس روثينيرن على منحدر فوق الوادي، شمال شرق Molzbichl، في القرن الحادي عشر يسمى «البرج الاحمر» (Roter Turm)، إقطاعية من اورتينبورج القصر الحالي عبارة عن مبنى من القرن السابع عشر ويعمل كفندق.

## سياسة

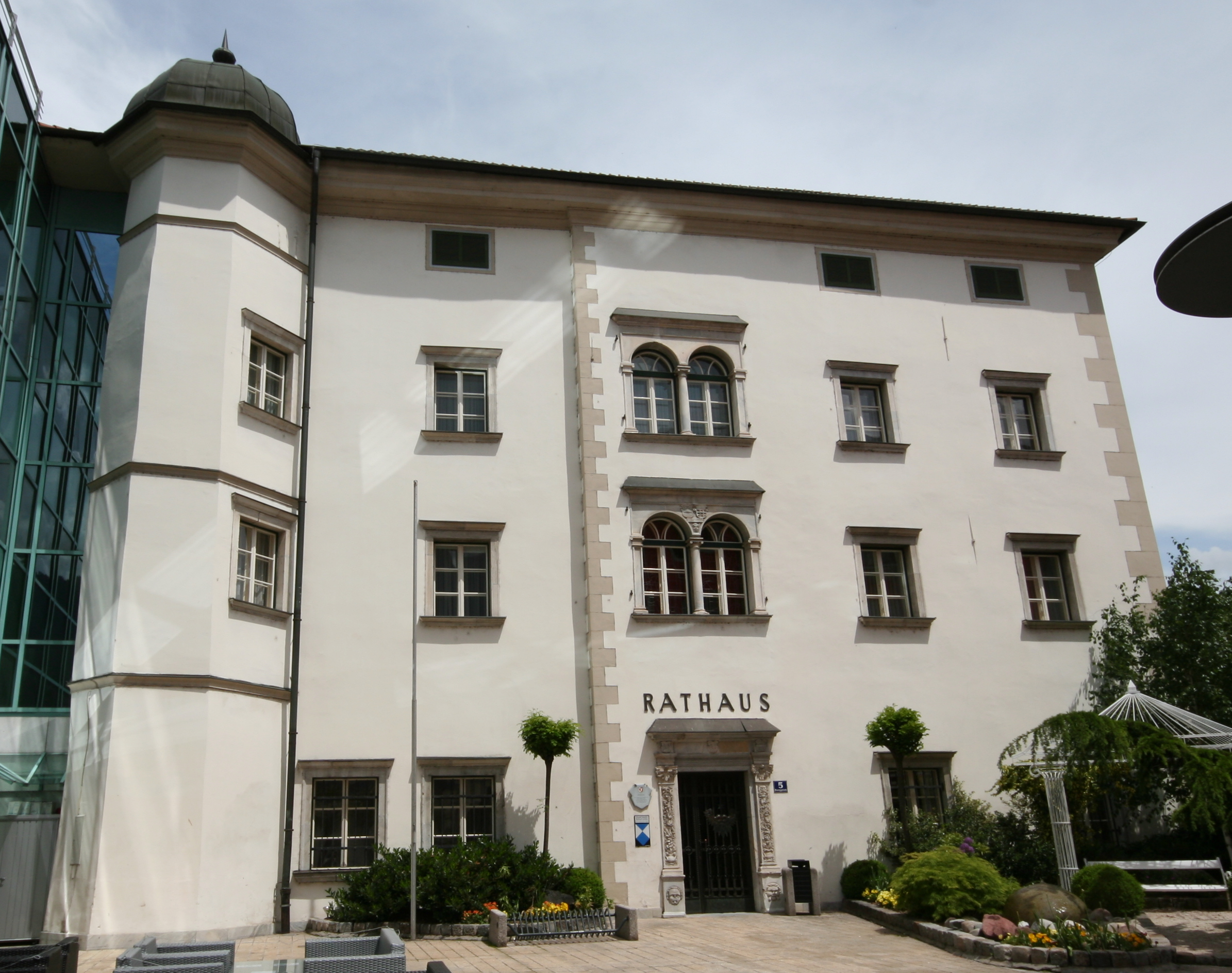
قاعة المدينه

- الحزب الاشتراكي الديمقراطي النمساوي (SPÖ): 14
- التحالف من أجل مستقبل النمسا (BZÖ): 11
- حزب الشعب Spittal (SVP): 4
- الخضر: 1
- حزب الحرية النمساوي (FPÖ): 1

## مشاهير

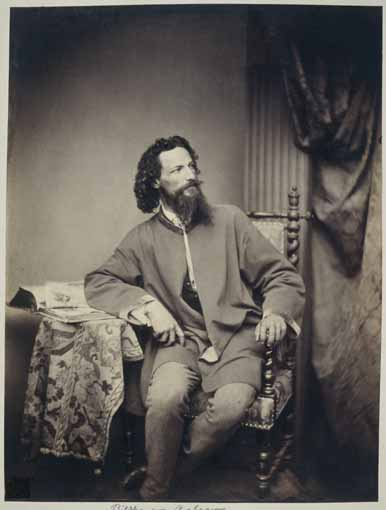
هانس جاسر

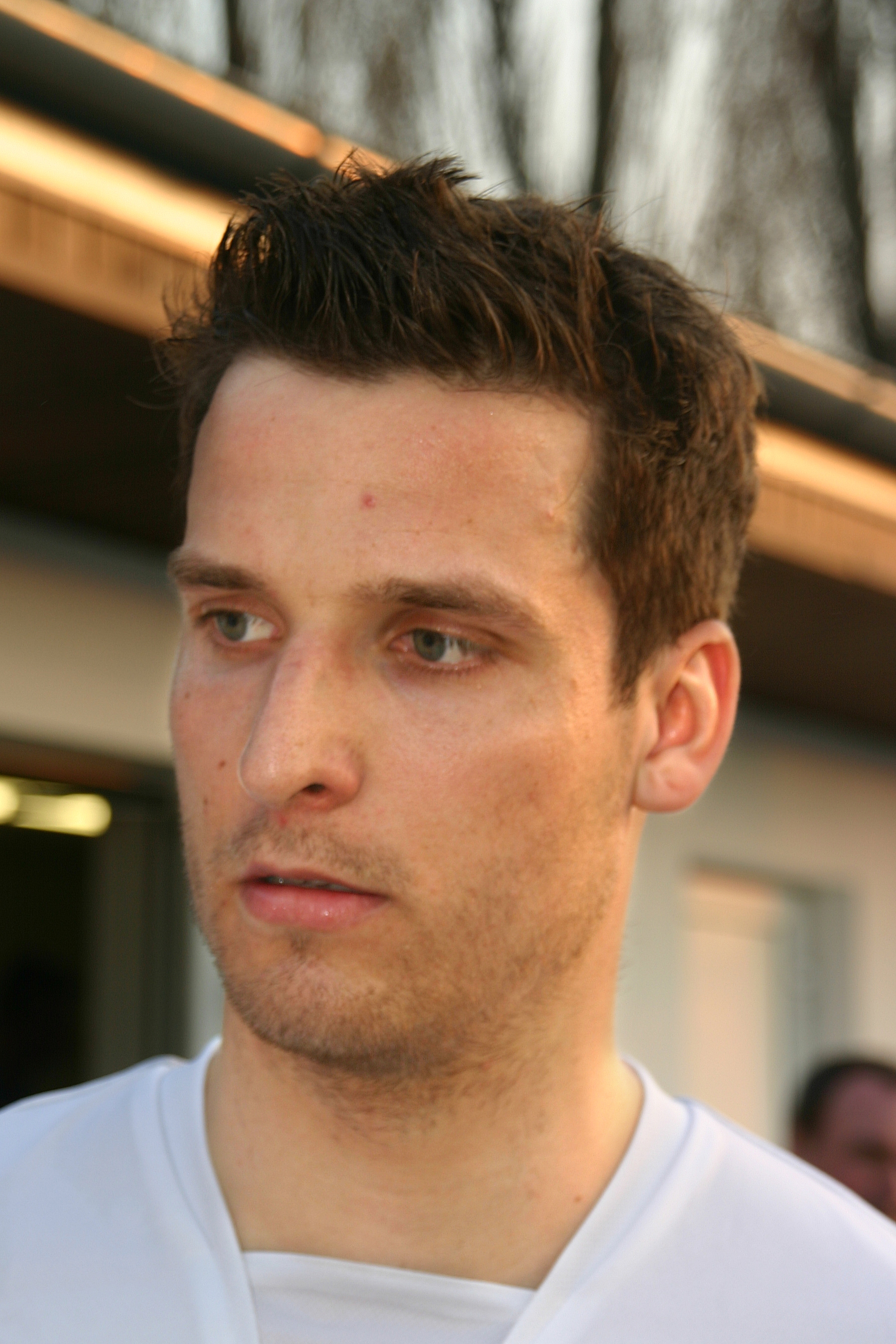
توماس بيركر

- فيرجيل فون جرابن (القرن الخامس عشر - 1507) نبلاء وفارس نمساوي، حامل لواء لينز وشرق تيرول وريجينت (كابتن) وحامل في مقاطعة غوريزيا (جورس).
- روزينا فون جراين فون براين، (القرن الخامس عشر في 1534) امرأة نمساوية نبيلة من بيت براين فورين شتاين وهي فرع متدرب من سلالة بيت جوريزيا
- ديفيد باتشر (1816 - 1902) كاهن وعالم نباتات نمساوي
- هانز جاسر (1817 في إيزينتراتن - 1868) رسام ونحات
- كارل جوسينباور (1842- 1903) جراح نمساوي.
- غوستاف ويندورفر (1874 في سبيتال - 1932) عالم نباتات أسترالي من أصل نمساوي، حارس ومروج لمتنزه كرادل ماونتينز الوطني في تسمانيا
- ماكس بيير (1903 في Spittal - 1979) عالم الأنثروبولوجيا النمساوي، عالم الحشرات والمتخصص في العقارب الكاذبة
- والتر زيلوت (1920 في سبيتال - 1942) بطل الحرب العالمية الثانية
- هربرت هاوبت (مواليد 1947 في سيبودن) سياسي نمساوي، رئيس الحزب النمساوي حزب الحرية طبيب بيطري من خلال التدريب،

### رياضة
- هانز كاري (مواليد 1949 في سبيتال)، لاعب تنس محترف سابق من النمسا.
- رولاند كاسبتنز (مواليد 1981 في Spittal) مهاجم هوكي الجليد النمساوي المحترف الذي يلعب في اولمبيجيانا لوبليجانا
- إبرهارد شتاينبوك (ولد عام 1882 في سبيتال - تاريخ الوفاة غير معروف) مطلق النار الرياضي النمساوي في دورة الألعاب الأولمبية الصيفية لعام 1912
- يواكيم فيندت (مواليد 1962 في سبيتال) مبارز نمساوي، شارك في خمس دورات أولمبية صيفية متتالية بين عامي 1984 و 2000
- توماس مورغينسترن (مواليد 1986 في Spittal) قفز تزلج نمساوي سابق شارك من 2002 إلى 2014
- توماس بيركر (مواليد 1987 في سبيتال) مدافع كرة قدم نمساوي يلعب في نادي سانت أندرا
- مانويل كوتن (مواليد 1993 في Spittal) لاعب كرة قدم نمساوي يلعب مع ادميرا واكر

## مواصلات
يوجد بالمدينة محطة سكة حديد على خط سكة حديد تاورنبان من فيلاخ إلى سالزبورغ. يقع أيضًا بالقرب من A10 Tauern Autobahn وكذلك على الطرق السريعة بونديستريب المؤدية إلى ممر كاتشبيرج و دراوتيل ستريب إلى ليينز في شرق تيرول. يمتد التلفريك حتى جبل جولديك (2142 م).

## علاقات دولية
توأمت منطقة سبيتال دراو مع:
- لونه، ألمانيا (1973)
- بوردينوني، ايطاليا (1987)
- بورسيا، ايطاليا (1987)